# Potamyia
Potamyia (лат.) — род ручейников семейства гидропсихиды (Hydropsychidae) подотряда Annulipalpia.

## Описание
Средней величины ручейники, длина тела около 1 см. Основная окраска жёлтого и коричневого цвета, за исключением группы видов Potamyia ifanadiana с Мадагаскара, в которую входят тёмные и крупные насекомые. Вместе с видами рода Hydronema виды этого рода имеют сходство с видами Macronematinae в том, что усики имеют удлинённую форму с шаровидным скапусом; голова шаровидная, с выпуклым лицом и широким скуловым пространством. Виды в группе видов P. ifanadiana имеют модифицированные преанальные придатки, что, возможно, представляет наиболее примитивное состояние основных родовых признаков вместе с присутствующими вилками 1235 задних крыльев. Виды Potamyia характеризуются следующими производными первичными родовыми признаками: проэпистернальная щетинистая бородавка отсутствует; расстояние от поперечной жилки m-cu переднего крыла до поперечной жилки cu небольшое; медиальная ячейка задних крыльев открытая; поперечная жилка заднего крыла m-cu отсутствует; и формула шпоры сокращается до 044. Среди вторичных общих признаков слияние Cu2 и A 1 в передних крыльях очень выражено и стабильно. Эти две жилки встречаются перед краем крыла у всех видов.

## Систематика
Около 30 видов. Род был впервые выделен в 1900 году (по типовому виду Macronema flavum), а его валидный статус подтверждён в ходе ревизии, проведённой в 2008 году венгерским энтомологом János Oláh (Department of Environmental Management, Tessedik College, Сарваш, Венгрия) с коллегами.
- Potamyia arachne Malicky, 1998
- Potamyia aureipennis (Ulmer, 1930)
- Potamyia baenzigeri Malicky & Chantaramongkol in Malicky, 1997
- Potamyia bicornis Li & Tian in Tian, Yang & Li, 1996
- Potamyia chinensis (Ulmer, 1915)
- Potamyia czekanovskii (Martynov, 1910)
- Potamyia daphne Malicky, 1998
- Potamyia dentifera (Ulmer, 1930)
- Potamyia dryope Malicky & Thani in Malicky, 2000
- Potamyia echigoensis (Tsuda, 1949)
- Potamyia flava (Hagen, 1861)
- Potamyia flavata (Banks, 1934)
- Potamyia horvati Malicky & Chantaramongkol in Malicky, 1997
- Potamyia huberti Malicky, 1997
- Potamyia jinhongensis Li & Tian in Tian, Yang & Li, 1996
- Potamyia nikalandugola (Schmid, 1958)
- Potamyia panakeia Malicky & Chantaramongkol in Malicky, 1997
- Potamyia peitho Malicky & Chantaramongkol in Malicky, 1997
- Potamyia periboia Malicky & Chantaramongkol in Malicky, 1997
- Potamyia phaidra Malicky & Chantaramongkol in Malicky, 1997
- Potamyia proboscida Li & Tian in Tian, Yang & Li, 1996
- Potamyia renatae Malicky, 1997
- Potamyia siveci Malicky, 1997
- Potamyia straminea (McLachlan, 1875)
- Potamyia trilobata Ulmer, 1932
- Potamyia yunnanica (Schmid, 1959)
- † Potamyia nitida Ulmer, 1912